# Municipio de El Carmen (Nuevo León)
El Municipio de El Carmen es uno de los 51 municipios en que se encuentra dividido el estado mexicano de Nuevo León, es comúnmente conocido por el nombre de El Carmen. Forma parte de la Zona metropolitana de Monterrey y su cabecera es la población homónima El Carmen.

## Geografía
El Carmen se encuentra localizado en la zona centro del estado de Nuevo León y cuenta con una extensión territorial de 131.40 kilómetros cuadrados; limita al norte y al este con el municipio de Salinas Victoria, al sur con el municipio de General Escobedo, y al oeste con el municipio de Abasolo y con el municipio de Hidalgo.
El relieve del municipio de El Carmen es variado, encontrándose las mayores elevaciones en la zona norte y van descendiendo a medida que se avanza hacia el sur; la zona más accidentada representa aproximadamente el 15% de la superficie municipal y corresponde a las estribaciones de la Sierra de Minas Viejas. Hacia el centro se encuentra la zona semiplana, abarcando un 10% del territorio y el restante 75% de la extensión territorial es eminentemente plana, siendo gran parte el sur, donde se encuentra la Sierra del Fraile.
El municipio es atravesado en sentido oeste-este por el río Salinas, que es la principal corriente fluvial, siendo alimentado por otras corrientes menores que también se encuentran en el territorio, entre ellas los arroyos Ocotillas, Los Nogales y Encinal que son intermitentes, llevando corriente únicamente en época de lluvias; todo el municipio pertenece a la Cuenca río Bravo-San Juan de la Región hidrológica Bravo-Conchos.

### Clima y ecosistemas
El clima que se registra en el territorio municipal se encuentra clasificado como Seco semicálido; la temperatura media anual es de 18 a 20 °C; y la precipitación media anual es de 300 a 400 mm.
La principal flora que se encuentra en el municipio de El Carmen es la correspondiente al matorral, siendo las especies vegetales más representativas la anacahuita, cenizo, uña de gato, ébano y mezquite; y entre las especies animales se encuentran tejón, tlacuache, víbora de cascabel, cenzontle y cuervo.

## Demografía
De acuerdo a los resultados del Conteo de Población y Vivienda de 2005 realizado por el Instituto Nacional de Estadística y Geografía, da como resultado que la población total del municipio es de 6,996 habitantes, de los cuales 3,577 son hombres y 3,419 son mujeres; por lo que el 51.1% de la población es de sexo masculino, la tasa de crecimiento poblacional de 2000 a 2005 ha sido del 0.9%, el 31.0% de los habitantes tienen menos de 15 años de edad, y entre esta edad y los 64 años se encuentra el 63.1%; el 92.1% de los pobladores habitan en localidades de más de 2,500 habitantes y el 0.5% de los pobladores mayores de cinco años de edad son hablantes de alguna lengua indígena.
| Evolución demográfica del municipio de El Carmen |       |       |       |
| 1990                                             | 1995  | 2000  | 2005  |
| 4,906                                            | 6,168 | 6,644 | 6,996 |

### Localidades
El municipio de El Carmen tiene un total de 73 localidades, las principales y su población en 2005 son las que siguen:
| Localidad              | Población |
| Total Municipio        | 6,996     |
| El Carmen              | 6,441     |
| Fraccionamiento Valles | 230       |

## Política
El municipio de El Carmen fue creado como tal por decreto de 5 de febrero de 1852 dado por el entonces gobernador de Nuevo León, Agapito García, y desde entonces ha mantenido dicho carácter. El gobierno del municipio le corresponde al ayuntamiento, que es electo mediante votación popular directa y secreta para un periodo de tres años que no son renovables para el periodo inmediato pero si de forma no continua; el ayuntamiento está integrado por el presidente municopal, un síndico y un cabildo conformado por seis regidores, cuatro electos por mayoría y relativa y dos por el principio de representación proporcional; todos entran a ejercer su cargo el día 1 de noviembre del año de su elección.

### Representación legislativa
Para la elección de diputados locales al Congreso de Nuevo León y de diputados federales a la Cámara de Diputados, el municipio de El Carmen se encuentra integrado en los siguientes distritos electorales:
Local:
- XX Distrito Electoral Local de Nuevo León con cabecera en García.[17]

Federal:
- Distrito electoral federal 7 de Nuevo León con cabecera en la ciudad de Garcia.[18]

### Presidentes municipales
- (1994 - 1997): Rolando H. García Rodríguez
- (1997 - 2000): Félix Garza Ayala
- (2000 - 2003): Eleazar Lazcano Escobedo
- (2003 - 2006): Rubén Darío Villarreal Andrade
- (2006 - 2009): Félix Garza Ayala
- (2009 - 2012): Rolando H. García Rodríguez
- (2012 - 2015): Rogelio Elizondo Ruelas
- (2015 - 2018): Gerardo Alfonso de la Maza Villarreal
- (2018 - 2021): Gerardo Alfonso de la Maza Villarreal
- (2021 - 2024) : Humberto Medina Quiroga
- (2024 - ) : Gerardo Alfonso de la Maza Villarreal